# Il piccolo crociato
Il piccolo crociato (Křižáček) è un film del 2017 diretto da Václav Kadrnka.

## Trama
Bořek vive con la moglie Agatha e suo figlio Jeník in un castello nei pressi di una foresta. Un giorno Jeník, dopo aver ascoltato il racconto di un prete sull'antica leggenda della crociata dei fanciulli, scappa via di casa per seguirne le loro orme. A questo punto Bořek si pone alla ricerca nel bosco del suo unico figlio, ma le ricerche non hanno esito positivo. La "crociata" di Bořek diventa un viaggio nel suo inconscio, nella paura che si materializza ogni volta che si imbatte nelle persone che suo figlio Jeník ha incontrato, o nell’impatto con un paesaggio selvaggio ed inospitale. Un viaggio tra il desiderio di ritrovare il figlio e la realtà, che metteranno a dura prova Bořek.

## Produzione
Le riprese del film sono state effettuate tra Puglia, Calabria e Sardegna.

## Riconoscimenti
- 2017 - Festival internazionale del cinema di Karlovy Vary
  - Grand Prix - Crystal Globe a Václav Kadrnka